# Zalieutes elater
Zalieutes elater е вид лъчеперка от семейство Ogcocephalidae. Видът не е застрашен от изчезване.

## Разпространение и местообитание
Разпространен е в Гватемала, Еквадор, Колумбия, Коста Рика, Мексико, Никарагуа, Панама, Перу, Салвадор, САЩ и Хондурас.
Среща се на дълбочина от 12 до 113 m, при температура на водата от 13,6 до 24,3 °C и соленост 34,2 – 35,7 ‰.

## Описание
На дължина достигат до 15 cm.